# Wiston Castle
Wiston Castle är ett slott i Storbritannien.   Det ligger i kommunen Pembrokeshire och riksdelen Wales, i den södra delen av landet, 300 km väster om huvudstaden London. Wiston Castle ligger 115 meter över havet.
Terrängen runt Wiston Castle är huvudsakligen platt. Wiston Castle ligger uppe på en höjd.Runt Wiston Castle är det ganska tätbefolkat, med 70 invånare per kvadratkilometer. Närmaste större samhälle är Haverfordwest, 7,3 km väster om Wiston Castle. Trakten runt Wiston Castle består i huvudsak av gräsmarker.